# Let's Move!
Let's Move! est une campagne lancée par Michelle Obama dans le but de lutter contre l'obésité des enfants aux États-Unis.

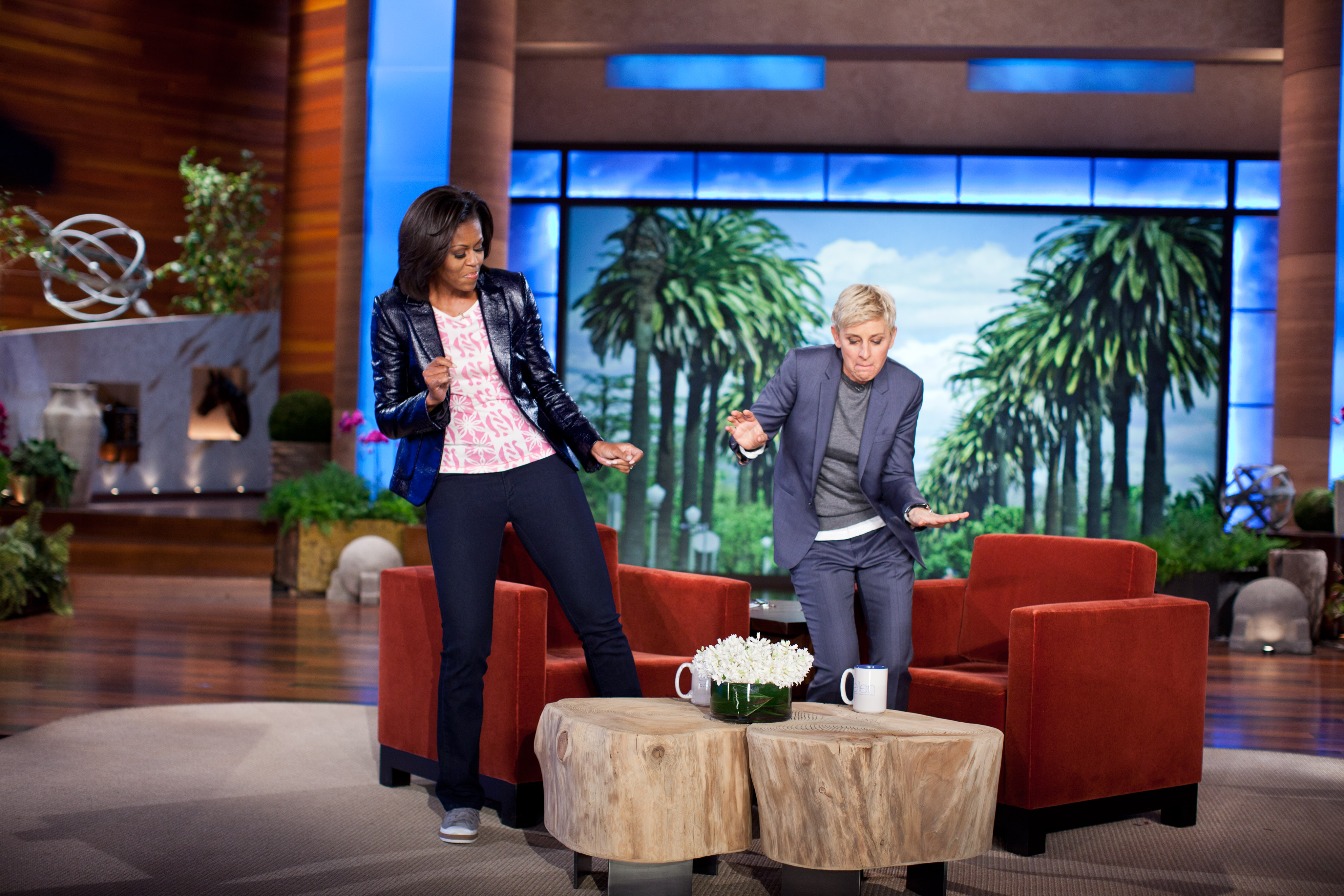
Michelle Obama et Ellen DeGeneres font une danse pour le second anniversaire de Let's Move!, durant l'émission The Ellen DeGeneres Show, en février 2012.

La campagne a été lancée le 9 février 2010.

## Obésité
Dans les années 2007 à 2008 31,7% des enfants américains de deux à dix-neuf ans étaient obèses. Aux Etats Unis près de 112 000 personnes meurent des suites de l'obésité par année, 84 000 parmi elles ont moins de 70 ans.